# Hofgarten (Innsbruck)

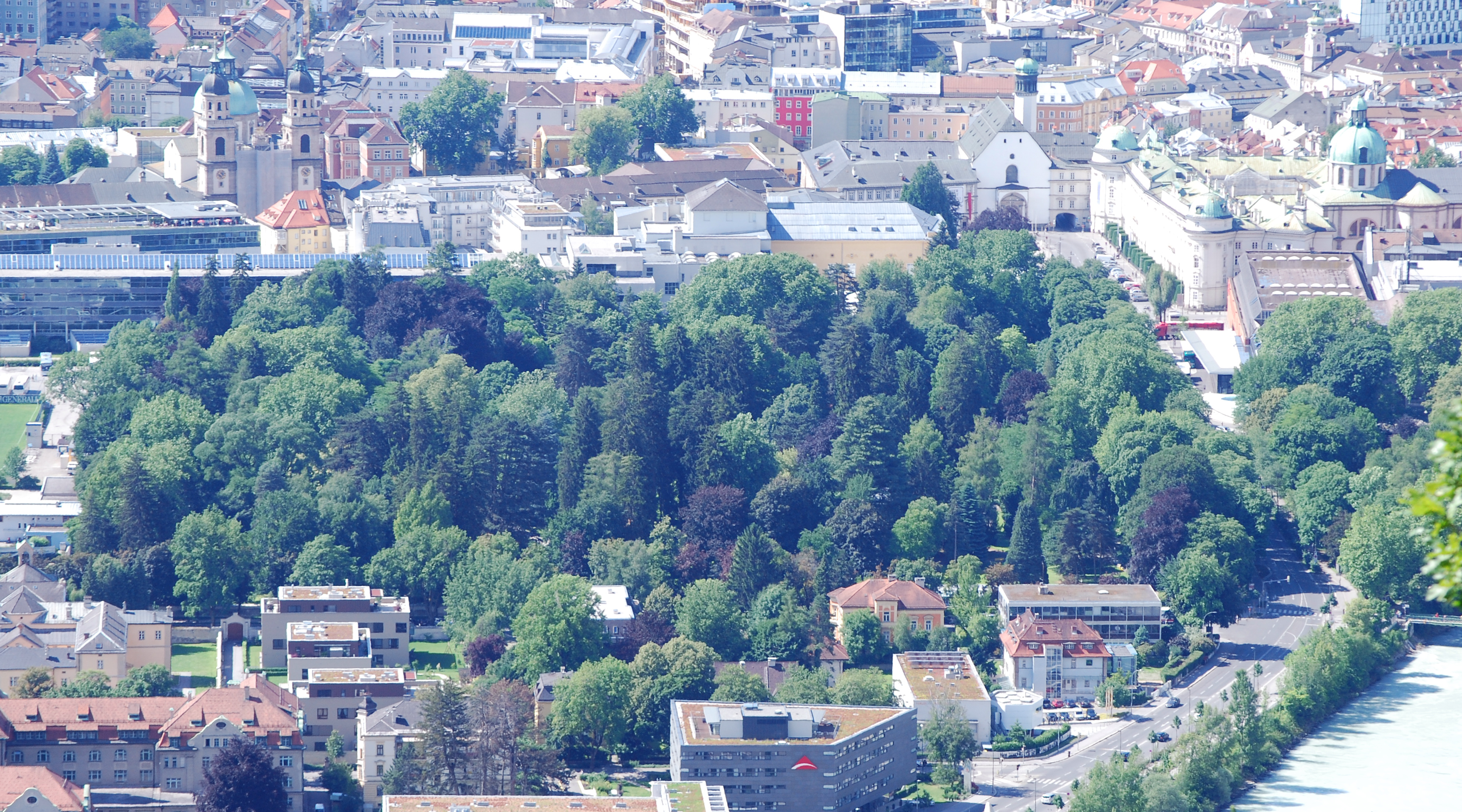
Der Hofgarten von der Hungerburg (von Norden) aus gesehen

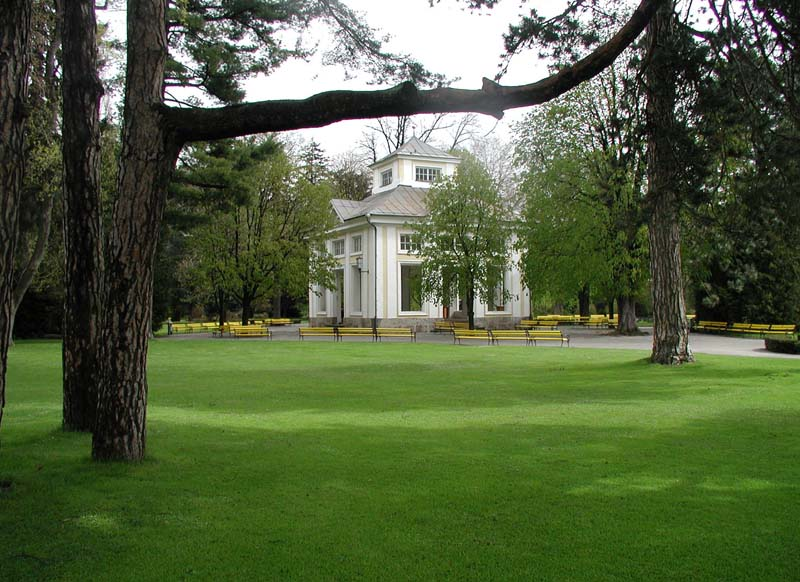
Musikpavillon im Innsbrucker Hofgarten

Der Innsbrucker Hofgarten ist ein denkmalgeschützter Park in Innsbruck (Bundesland Tirol, Österreich) am Rande der Altstadt, angrenzend an Hofburg, Kongresshaus und Tiroler Landestheater. Seit ihrem rund 600-jährigen Bestehen erfuhr die zehn Hektar große Anlage als gartenstilistische Höhepunkte die Wandlung vom Augebiet über Renaissance- und Barockgarten bis zur aktuellen Gestaltung im Englischen Landschaftsstil seit etwa 150 Jahren. Die letzte Umgestaltung hat Friedrich Ludwig von Sckell konzipiert, ausgeführt wurde sie aber erst vier Jahrzehnte später und wesentlich vom Sckell’schen Vorschlag abweichend von einem unbekannten Meister.
Verwaltet wird der Innsbrucker Hofgarten von den Österreichischen Bundesgärten, einer nachgeordneten Dienststelle des Lebensministeriums.
Der Hofgarten ist ein Naherholungsgebiet inmitten der Innenstadt mit einem interessanten und vielfältigen Baumbestand, einer Teichanlage, einem modernen Kinderspielplatz, einem Palmenhaus und einem beliebten Gartenrestaurant.
Für die Pflege des Parks ist die Hofgartenverwaltung zuständig. Bemerkenswert ist, dass es im Park noch Pflanzen gibt, die von der österreichischen Monarchin Maria Theresia persönlich gepflanzt worden sind. Im Zentrum des Parkes befindet sich ein Pavillon aus dem Jahre 1733, in dem zahlreiche Veranstaltungen – vorwiegend Konzerte – stattfinden, während Schachturniere auf zwei überdimensionalen Schachanlagen ausgetragen werden.
Lange war das Betreten des Zierrasens mit Rücksicht auf seine geringe Belastbarkeit nicht erlaubt. Seit 2014 dürfen die Rasenflächen betreten und genutzt werden.
Im Palmenhaus wird eine circa 1700 Arten umfassende Pflanzensammlung dargeboten, welche prinzipiell werktags zu besichtigen ist. Während der temporär abgehaltenen Bilder- und Skulpturenausstellungen in der Sommersaison kann es auch an Wochenenden besucht werden.